# Strobilanthes brandisii
Strobilanthes brandisii är en akantusväxtart som beskrevs av T. Anders.. Strobilanthes brandisii ingår i släktet Strobilanthes och familjen akantusväxter. Inga underarter finns listade i Catalogue of Life.